# Martin Brecht
Martin Brecht (* 6. März 1932 in Nagold; † 23. Juli 2021 in Münster) war ein deutscher evangelischer Theologe und Kirchenhistoriker.

## Leben
Martin Brecht besuchte von 1947 bis 1951 das altsprachliche Gymnasium in den Evangelisch-Theologischen Seminaren Maulbronn und Blaubeuren. Anschließend studierte er als Stipendiat des Evangelischen Stifts Evangelische Theologie an der Universität Tübingen, wo er der Verbindung Normannia Tübingen beitrat. Er wurde danach am Tübinger Stift zunächst Repetent, dann Studieninspektor und übernahm 1970 schließlich als Ephorus die Leitung der Einrichtung.
Mit der von Hanns Rückert betreuten Dissertation Die Alte Bibliothek des Tübinger Stifts in ihrem theologie- und geistesgeschichtlichen Zusammenhang wurde er 1961 zum Dr. theol. promoviert. 1965 folgte die Habilitation mit der Arbeit Die frühe Theologie des Johannes Brenz. Brecht wurde 1971 in Tübingen zum außerplanmäßigen Professor ernannt. 1975 übernahm er den Lehrstuhl für Kirchengeschichte (mit Schwerpunkt Reformation und frühe Neuzeit) an der Universität Münster. 1997 wurde er emeritiert. Schüler von ihm war unter anderem Wolfgang Schöllkopf.
Als Brechts Hauptwerke gelten die dreibändige umfassende Biographie über Martin Luther, erschienen 1981–1987 (Studienausgabe 1994), und die von ihm herausgegebene vierbändige Geschichte des Pietismus (1993–2004).
Brecht starb im Juli 2021 im Alter von 89 Jahren in Münster.

## Ehrungen
- 1990: Ehrendoktorat der Valparaiso University in Valparaiso, Indiana
- 1993: Ehrendoktorat der Theologischen Fakultät der Universität Leipzig

## Werke (Auswahl)
Ein Werkverzeichnis von Martin Brecht mit insgesamt 588 Titeln bis 2003 findet sich in:
- Wolf-Dieter Hauschild; Wilhelm H. Neuser; Christian Peters (Hrsg.): Luthers Wirkung. Festschrift für Martin Brecht zum 60. Geburtstag, Stuttgart 1992, S. 257–283 (Nr. 1–397)
- Hermann Ehmer; Udo Sträter (Hrsg.): Beiträge zur Geschichte des württembergischen Pietismus. Festschrift für Gerhard Schäfer zum 75. Geburtstag und Martin Brecht zum 65. Geburtstag (Pietismus und Neuzeit PuN, Bd. 24), Göttingen 1998, S. 23–31 (Nr. 398–499)
- Peters, Christian; Kampmann, Jürgen (Hrsg.): Fides et Pietas. Festschrift Martin Brecht zum 70. Geburtstag (Historia profana et ecclesiastica, Bd. 8), Münster 2003, S. 169–177 (Nr. 500–588)

Neu veröffentlicht wurden wichtige Werke in:
- Martin Brecht: Ausgewählte Aufsätze. Bd. 1: Reformation (Stuttgart 1995), Bd. 2: Pietismus (Stuttgart 1997)
- Martin Brecht (Hrsg.): Theologen und Theologie an der Universität Tübingen – Beiträge zur Geschichte der Evangelisch-Theologischen Fakultät. Mohr, Tübingen 1977, ISBN 3-16-939692-7.
- Martin Brecht: Luther als Schriftsteller – Zeugnisse seines dichterischen Gestaltens. Calwer-Verl., Stuttgart 1990, ISBN 3-7668-3076-7.
- Martin Brecht: Johann Valentin Andreae 1586–1654 – eine Biographie. Vandenhoeck & Ruprecht, Göttingen 2008, ISBN 978-3-525-55334-3.
- Martin Brecht: Umgeben und berührt von Geschichte. Stationen auf meinem Lebensweg. [Autobiographie] Verein für württembergische Kirchengeschichte c/o Landeskirchliches Archiv Stuttgart, Stuttgart 2015, ISBN 978-3-944051-06-2.